# Perroquet des Niam-niams
Poicephalus crassus
Espèce
Statut de conservation UICN

 LC  : Préoccupation mineure
Statut CITES
Le Perroquet des Niam-niams (Poicephalus crassus) est une espèce d'oiseau appartenant à la famille des Psittacidae.

## Nomenclature
Le nom de cet oiseau se réfère au peuple Zandé.

## Description
Cet oiseau mesure environ 23 cm de long. Il est assez proche du Perroquet du Sénégal dont il se distingue par le gris plus clair de la tête virant au jaunâtre et s'étendant jusqu'à la poitrine, le ventre vert (au lieu de jaune) et les iris rouges.

## Habitat
Cet oiseau peuple les savanes et les forêts peu denses des montagnes jusqu'à 1 000 m d'altitude.

### Anecdote
Cet oiseau est le héros d'une scène du film "La Party" de Blake Edwards ("The Party" en v.o.-1969) où Hrundi V.Bakshi alias Peter Sellers essaie maladroitement de le nourrir
lors d'une fête organisée à Hollywood.

## Répartition
Cet oiseau est quasi-endémique à la République centrafricaine.